# Sugár Ignác
Sugár Ignác, született Sugár Izsák Ignác (Miskolc, 1860. május 12. – Miskolc, 1917. szeptember 3.) jogi doktor, a miskolci Kereskedelmi és Iparkamara titkára.

## Élete
Sugár (Schugar) Lipót és Friedländer Hani fia. Középiskolai tanulmányait részben Nyíregyházán, az evangélikus gimnáziumban, részben pedig a Miskolci Református Gimnáziumban végezte. 1879-ben érettségizett. A Budapesti Tudományegyetem jogi karán 1883 júliusában kapott oklevelet. 1885 júniusától a Magyar Királyi Államvasutak alkalmazásába lépett, ahol öt évet működött. 1890. szeptember 1-től a miskolci Kereskedelmi és Iparkamara másodtitkárrá nevezte ki. Eközben a miskolci állami polgári felső-kereskedelmi iskola rendkívüli tanáraként dolgozott és kereskedelmi és jogi ismereteket tanított. 1903-ban első titkárrá választották és ekkor lemondott tanári állásáról. Több helybeli ipari és kereskedői társulat igazgatója, titkára és tiszteletbeli tagja volt. 1903-ban a Kolozsvári Magyar Királyi Ferenc József Tudományegyetemen államtudományi oklevelet szerzett. Két évvel később kamarai ösztöndíjat nyert, aminek segítségével több nyugat-európai országban járt. Halálát bélrák okozta.
Több helybeli és fővárosi hírlapnak munkatársa volt. Cikkeket írt az Iparügyekbe, a Közgazdasági Szemlébe, az Erdészeti Lapokba, a Magyar Nemzetgazdába, a Magyar Kereskedők Lapjába, a Magyar Iparba, a Magyar Pénzügybe, a Jogtudományi Közlönybe és a Kereskedelmi Szakoktatásba.
1917. szeptember 5-én a miskolci zsidó temetőben helyezték örök nyugalomra, ahol Spira Salamon rabbi búcsúztatta.

## Családja
Felesége Schwarcz Borbála (1867–1924) volt.

## Munkái
- Borsod vármegye és Miskolcz város Czímtára. Miskolc, 1895. (2. kiadás. Miskolc, 1899)
- Nemzetgazdaságtan alsófoku kereskedő iskolák számára. Miskolc, 1895.
- Vidéki városaink helyzetéről. Miskolc (Különnyomat a Közgazdasági Szemléből)
- Közgazdaságtan. Miskolc, 1896
- A kisipar sorsa. Budapest, 1901
- A megrendelések gyűjtése (1900. évi XX. törvénycikk) Miskolc, 1901
- Az önálló vámterület életbeléptetése. Budapest, 1905
- A kereskedelmi és iparkamara. Miskolc, 1905